# Lista do patrimônio histórico em Minas Gerais
Essa é uma sublista da lista do patrimônio histórico no Brasil para o estado brasileiro de Minas Gerais.
| Município              | Tipo | Monumento ou obra                                                                                  | Nível de tombamento | Uso atual    | Ano do tombamento |
| ---------------------- | ---- | -------------------------------------------------------------------------------------------------- | ------------------- | ------------ | ----------------- |
| Abaeté                 | BM   | Imagem de Nossa Senhora do Patrocínio                                                              | Municipal           |              | 2008              |
| Abre Campo             | BM   | Imagem de São Francisco de Paula de autoria de Aleijadinho                                         | Federal             |              |                   |
| Acaiaca                | BI   | Antiga Estação Ferroviária de Acaiaca                                                              | Municipal           |              | 2003              |
| Acaiaca                | CP   | Largo Professor Martins                                                                            | Municipal           |              | 2007              |
| Acaiaca                | BI   | Imagem de São Gonçalo                                                                              | Municipal           |              | 2003              |
| Açucena                | BI   | Edifício do Fórum                                                                                  | Municipal           |              | 2006              |
| Açucena                | BI   | Grades da antiga cadeia                                                                            | Municipal           |              | 2006              |
| Açucena                | CP   | Praça Edson Miranda                                                                                | Municipal           |              | 2006              |
| Alfredo Vasconcelos    | BI   | Estação Ferroviária                                                                                | Municipal           |              | 2008              |
| Alfredo Vasconcelos    | BM   | Imagem de Nossa Senhora do Rosário                                                                 | Municipal           |              | 2008              |
| Água Comprida          | BI   | Fazenda das Melancias                                                                              | Estadual            |              | 2006              |
| Aiuruoca               | BI   | Residência Dr. Julinho                                                                             | Municipal           |              | 2005/2007         |
| Alagoa                 | BI   | Escola Márcia do Carmo Lima Pinto e Cel Porfírio Mendes Pinto                                      | Municipal           |              | 2004              |
| Além Paraíba           | BI   | Antiga sede da prefeitura                                                                          | Municipal           |              | 2001              |
| Além Paraíba           | CP   | Conjunto Arquitetônico da RFFSA                                                                    | Municipal           |              | 2001              |
| Além Paraíba           | BI   | Coreto da Praça Coronel Brenas de São José                                                         | Municipal           |              | 2001              |
| Além Paraíba           | BI   | Estação Ferroviária de São José                                                                    | Municipal           |              | 2001              |
| Além Paraíba           | BI   | Jazigo Perpétuo-Cemitério do Santíssimo                                                            | Municipal           |              | 2001              |
| Além Paraíba           | CP   | Largo da Matriz e área das Ruas Alfredo Vilela e Clóvis Salgado / Conjunto Arquitetônico Angustura | Municipal           |              | 2001              |
| Além Paraíba           | BI   | Mausoléu do Comandante da Polícia Militar (Coronel Francisco de Assis)                             | Municipal           |              | 2001              |
| Além Paraíba           | BI   | Ponte Férrea sobre o Rio Paraíba do Sul                                                            | Municipal           |              | 1998              |
| Além Paraíba           | BI   | Prédio da Estação Ferroviária de Porto Novo                                                        | Municipal           |              | 1998              |
| Além Paraíba           | BI   | Prédio do Conselho Distrital                                                                       | Municipal           |              | 2001              |
| Além Paraíba           | BI   | Prédio do INAMPS                                                                                   | Municipal           |              | 2008              |
| Alfenas                | BI   | Casa de Cultura - Barracão da Estação Ferroviária                                                  | Municipal           |              | 2003              |
| Alfenas                | BI   | Escola Estadual Coronel José Bento                                                                 | Municipal           |              | 2002              |
| Alfenas                | BI   | Lote de documentos do século XX - Arquivo Público Municipal                                        | Municipal           |              | 2004              |
| Alfenas                | CP   | Praça Getúlio Vargas                                                                               | Municipal           |              | 2004              |
| Alfenas                | BI   | Prefeitura Municipal                                                                               | Municipal           |              | 2002              |
| Alpinópolis            | BI   | Imagem de São Sebastião                                                                            | Municipal           |              | 2007              |
| Alterosa               | BI   | Antiga residência do Sr. Lésio Siqueira Terra                                                      | Municipal           |              | 2007              |
| Alterosa               | BI   | Escola Estadual Deputado Jales Machado                                                             | Municipal           |              | 2007              |
| Alterosa               | BI   | Igreja Matriz do Divino Espírito Santo                                                             | Municipal           |              | 2007              |
| Alterosa               | CP   | Praça Getúlio Vargas                                                                               | Municipal           |              | 2005              |
| Alterosa               | BI   | Prefeitura Municipal                                                                               | Municipal           |              | 2003              |
| Alterosa               | BI   | Residência do ex-prefeito Dr. Jorge Simão                                                          | Municipal           |              | 2007              |
| Alterosa               | BI   | Residência do ex-prefeito Maurício S. Terra                                                        | Municipal           |              | 2007              |
| Alterosa               | BM   | Arquivo Filmográfico de Alterosa                                                                   | Municipal           |              | 2007              |
| Alto Rio Doce          | BI   | Capela Nossa Senhora do Rosário                                                                    | Municipal           |              | 2007/2008         |
| Alto Jequitibá         | BI   | Antiga Estação Ferroviária Presidente Bernardes                                                    | Municipal           |              | 2008              |
| Alvinópolis            | BI   | Conjunto de Imigrante                                                                              | Municipal           |              | 2002              |
| Alvinópolis            | NH   | Núcleo Histórico de Alvinópolis                                                                    | Municipal           |              | 2007              |
| Alvorada de Minas      | BI   | Igreja Matriz de São José                                                                          | Federal             |              |                   |
| Andradas               | BM   | Imagem de São Sebastião                                                                            | Municipal           |              | 2008              |
| Andrelândia            | BM   | Cofre da Prefeitura                                                                                | Municipal           |              | 2006              |
| Andrelândia            | BI   | Edifício Avenida Nossa Senhora da Eterna Salvação, nº 434 - Casa de D. Ninita                      | Municipal           |              | 2007              |
| Andrelândia            | BI   | Prefeitura Municipal                                                                               | Municipal           |              | 2002              |
| Andrelândia            | BI   | Residência Avenida Getúlio Vargas, nº 389                                                          | Municipal           |              | 2006              |
| Andrelândia            | BI   | Parque Arqueológico da Serra de Santo Antônio: "Toca do Índio"                                     | Municipal           |              | 2002              |
| Andrelândia            | BI   | Sobrado das Laranjeiras                                                                            | Municipal           |              | 2007              |
| Andrelândia            | BI   | Sobrado Visconde Arantes                                                                           | Municipal           |              | 2007              |
| Andrelândia            | BI   | Imagem do Cristo Redentor                                                                          | Municipal           | com ressalva | 2008              |
| Andrelândia            | BM   | Xale da Antiga Baronesa do Cajuru                                                                  | Municipal           | com ressalva | 2008              |
| Andrelândia            | BI   | Torneira de águas públicas (chafariz) e sua base de pedra                                          | Municipal           |              | 2007              |
| Antônio Carlos         | BI   | Antiga Casa do Agente da Estação Ferroviária                                                       | Municipal           |              | 2006              |
| Antônio Carlos         | BI   | Antigo Sanatório                                                                                   | Municipal           |              | 2005              |
| Antônio Carlos         | BI   | Cachoeira Dona Mariana                                                                             | Municipal           |              | 2006              |
| Antônio Carlos         | BI   | Marco Zero                                                                                         | Municipal           |              | 2008              |
| Antônio Carlos         | BI   | Nascente do Rio Paraibuna                                                                          | Municipal           |              | 2006              |
| Antônio Carlos         | BI   | Estação Ferroviária                                                                                | Municipal           |              | 2005              |
| Antônio Carlos         | BI   | Estação Parada de Sá Fortes                                                                        | Municipal           |              | 2005              |
| Antônio Carlos         | BI   | Fazenda da Borda do Campo, incluindo sua sede, capela e sobradinho anexo                           | Federal             |              |                   |
| Antônio Carlos         | BI   | Viaduto Sá Fortes                                                                                  | Municipal           |              | 2005              |
| Antônio Dias           | CP   | Calçamento da Rua Coronel Eleotério                                                                | Municipal           |              | 2000              |
| Antônio Dias           | BI   | Casarão Manoel Barros da Silveira/Ginásio Velho                                                    | Municipal           |              | 2000              |
| Antônio Dias           | BI   | Prefeitura Velha                                                                                   | Municipal           |              | 2000              |
| Antônio Prado de Minas | BI   | Casarão de Antônio Prado                                                                           | Municipal           | com ressalva | 2008              |
| Araçaí                 | BI   | Estação Ferroviária Central de Araçaí                                                              | Municipal           |              | 2008              |
| Araçaí                 | BM   | Imagem de São Sebastião                                                                            | Municipal           |              | 2008              |
| Aracitaba              | BI   | Igreja Matriz de Nosso Senhor do Bonfim                                                            | Municipal           |              | 2007              |
| Aracitaba              | BM   | Imagem do Senhor do Bonfim                                                                         | Municipal           |              | 2008              |
| Aracitaba              | BI   | Capela de Santo Antonio                                                                            | Municipal           |              | 2006              |
| Araçuaí                | BM   | Imagem de Nossa Senhora da Conceição                                                               | Municipal           |              | 2003              |
| Araçuaí                | BI   | Capela de Santa Cruz                                                                               | Municipal           |              | 2003              |
| Araçuaí                | BI   | Antigo Calhauzinho Esporte Clube                                                                   | Municipal           |              | 1998              |
| Araçuaí                | BI   | Antigo Casarão da Família Cunha Melo                                                               | Municipal           |              | 2001              |
| Araçuaí                | BI   | Colégio Nazareth - Conjunto                                                                        | Municipal           |              | 2003              |
| Araçuaí                | BI   | Estação Ferroviária Bahia-Minas                                                                    | Municipal           |              | 2007              |
| Araçuaí                | BM   | Imagem de Nossa Senhora do Rosário                                                                 | Municipal           |              | 2001              |
| Araçuaí                | BI   | Prédio da Prefeitura                                                                               | Municipal           |              | 1998              |
| Araçuaí                | BI   | Prédio da Ferrovia Bahia-Minas                                                                     | Municipal           |              | 1998              |
| Araçuaí                | BI   | Prédio situado à Praça Duque de Caxias - Residência da Família Virgínia Alves                      | Municipal           |              | 1998              |
| Araçuaí                | BI   | Estação Ferroviária do Distrito Engenho Schnoor                                                    | Municipal           |              | 2008              |
| Araçuaí                | BI   | Prédio situado à Rua Pernambuco                                                                    | Municipal           |              | 1998              |
| Araçuaí                | NH   | Núcleo Histórico de Araçuaí                                                                        | Municipal           |              | 2008              |
| Araçuaí                | BI   | Prédio situado à Rua Dom Serafim, nº 344                                                           | Municipal           |              | 1998              |
| Araçuaí                | BI   | Prédio situado à Rua Mantiqueira, nº 19 - Casarão do Alto São José                                 | Municipal           |              | 1998              |
| Araguari               | BM   | "Auto Retrato" - obra de Farnese de Andrade                                                        | Municipal           |              | 2004              |
| Araguari               | BI   | Associação Goiás Atlética                                                                          | Municipal           |              | 2001              |
| Araguari               | BM   | Móveis integrantes do Conjunto da Estrada de Ferro Goiás                                           | Municipal           |              | 2005              |
| Araguari               | CP   | Bosque John Kennedy                                                                                | Municipal           |              | 2001/2007         |
| Araguari               | BI   | Casa de Cultura Abdala Mameri                                                                      | Municipal           |              | 2001              |
| Araguari               | BI   | Chácara dos Padres - Fazendinha                                                                    | Municipal           |              | 2004              |
| Araguari               | BI   | Antigo Cine Luz                                                                                    | Municipal           |              | 2007              |
| Araguari               | BI   | Cine Rex                                                                                           | Municipal           |              | 2007              |
| Araguari               | BM   | Coleção de Negativos Geraldo Vieira                                                                | Municipal           |              | 2007              |
| Araguari               | CP   | Conjunto Arquitetônico do Colégio Sagrado Coração de Jesus - CEMA                                  | Municipal           |              | 2001              |
| Araguari               | CP   | Conjunto Arquitetônico do Colégio Regina Pacis                                                     | Municipal           |              | 2001              |
| Araguari               | CP   | Conjunto Arquitetônico e Paisagístico da Antiga Estação da Estrada de Ferro Goiás                  | Estadual            |              | 2001              |
| Araguari               | CP   | Conjunto da Capela do Fundão                                                                       | Municipal           |              | 2005              |
| Araguari               | BM   | Conjunto de Peças da Capela do Fundão                                                              | Municipal           |              | 2005              |
| Araguari               | CP   | Conjunto da Praça Nilo Tabuquini                                                                   | Municipal           |              | 2005              |
| Araguari               | BI   | Escola Estadual Raul Soares                                                                        | Municipal           |              | 2002              |
| Araguari               | BM   | Escultura de Anjo da Casa de Cultura                                                               | Municipal           |              | 2002              |
| Araguari               | BI   | Estação Ferroviária                                                                                | Municipal           |              | 1998              |
| Araguari               | BI   | Estação Ferroviária de Amanhece - "Estação Marciano Santos"                                        | Municipal           |              | 2005              |
| Araguari               | CP   | Conjunto da Estação Ferroviária de Stevenson                                                       | Municipal           |              | 2004              |
| Araguari               | BI   | Igreja de Florentina                                                                               | Municipal           |              | 2003              |
| Araguari               | CP   | Mata do Desamparo                                                                                  | Municipal           |              | 1999 a 2001/2007  |
| Araguari               | BM   | Obras do artista Padre Otto Munier                                                                 | Municipal           |              | 2003              |
| Araguari               | BI   | Palacete do Sr. Jovino de Araújo                                                                   | Municipal           |              | 2005              |
| Araguari               | BI   | Prédio da Câmara Municipal                                                                         | Municipal           |              | 1998 a 2001/2007  |
| Araguari               | BI   | Prédio da CEMIG - CIA Força e Luz                                                                  | Municipal           |              | 1999 a 2001/2007  |
| Araguari               | BI   | Residência do Juiz João Nascimento de Godoy                                                        | Municipal           |              | 1999 a 2001/2007  |
| Araguari               | BM   | Imagem do Senhor Bom Jesus da Cana Verde                                                           | Municipal           |              | 2006              |
| Araguari               | BI   | Edifício do Antigo Banco Mineiro de Produção                                                       | Municipal           |              | 2006              |
| Araguari               | CP   | Usina do Piçarrão                                                                                  | Municipal           |              | 2001/2007         |
| Araponga               | BM   | Altar de Nossa Senhora da Conceição                                                                | Municipal           |              | 2003              |
| Araponga               | BI   | Sede da Fazenda do Brigadeiro                                                                      | Municipal           |              | 2003              |
| Araponga               | BI   | Sede da Fazenda Nossa Senhora da Conceição                                                         | Municipal           |              | 2003              |
| Araponga               | CP   | Túnel\Túneis de mineração                                                                          | Municipal           |              | 2005              |
| Araporã                | BI   | Igreja Nossa Senhora da Guia                                                                       | Municipal           |              | 2001              |
| Araxá                  | BI   | Antigo Banco do Comércio e Indústria Minas Gerais (Banco Nacional)                                 | Municipal           |              | 2002              |
| Araxá                  | BI   | Árvore dos Enforcado/Enforcados                                                                    | Municipal           |              | 2002              |
| Belo Horizonte         |      | Escola Estadual Barão do Rio Branco                                                                | Estadual            |              | 1988              |
| Coronel Fabriciano     |      | Colégio Angélica                                                                                   | Municipal           |              | 2016              |
| Esmeraldas             |      | Casarão da Fazenda Santo Antônio                                                                   | Estadual            |              | 1989              |

## Fonte
- IEPHA-MG. «Lista de bens tombados até 2008». Consultado em 14 de outubro de 2008. Arquivado do original em 2 de março de 2009